# Mandelsten
Mandelsten är en bergart rik på sfäriska eller ellipsoidiska hålrum, bildade genom exanderande gaser i lava eller ytnära intrusioner.
När blåsrummen är fyllda med kalkspat, kvarts, kalcedon eller zeolit kallade de mandlar. Bergartens textur kallas amygdaloid.